# Wodensthrone
Wodensthrone byla britská pagan/black metalová kapela založená v roce 2005 v anglickém městě Sunderland. V logu kapely je nápis Wodensthrone vyobrazen i runami (ᚹᚩᛞᛖᚾᛋᚦᚱᚩᚾᛖ v anglosaském futhorku). Mezi zakládající členy kapely patřili Brunwulf, Wildeþrýð, Gerádwine a Hréowsian.
Debutové studiové album s názvem Loss vyšlo v roce 2009. V roce 2016 se kapela rozpadla, celkem vydala dvě split nahrávky a dvě řadová alba.

## Diskografie
Studiová alba
- Loss (2009)
- Curse (2012)[3]

Split nahrávky
- Wodensthrone / Niroth (2006) – společně s britskou kapelou Niroth
- Over the Binding of the Waves (2008) – společně s kapelou Folksvang

Singly
- The Storm (2012)